# لورينزو روسيتي
لورينزو روسيتي (بالإيطالية: Valerio Rosseti)‏ (5 أغسطس 1994 بأريتسو في إيطاليا - ) هو لاعب كرة قدم إيطالي في مركز الهجوم. شارك مع منتخب إيطاليا تحت 18 سنة لكرة القدم ومنتخب إيطاليا تحت 19 سنة لكرة القدم ومنتخب إيطاليا تحت 20 سنة لكرة القدم ومنتخب إيطاليا تحت 21 سنة لكرة القدم. أما مع النوادي، فقد لعب مع أتالانتا ونادي تشيزينا ونادي سيينا ويوفنتوس.

## روابط خارجية
- لورينزو روسيتي على موقع قاعدة بيانات كرة القدم.إي يو (الإنجليزية)
- لورينزو روسيتي على موقع Soccerway.com (الإنجليزية)
- لورينزو روسيتي على موقع عالم كرة القدم.نت (الإنجليزية)
- لورينزو روسيتي على موقع AS.com (الإسبانية)